# Бетдівчина
Бетґерл, також відома як Бетдівчина та Бетґьорл (англ. Batgirl, досл. «Дівчина-кажан») — псевдонім декількох вигаданих супергероїнь, що фігурують у коміксах видавництва DC Comics та позиціонуються як союзниці супергероя Бетмена. 

## Носійки образу
Перша ітерація героїні — Бетті Кейн — була представлена у 1961 році, її творцями стали Білл Фінґер і Шелдон Молдофф. Її наступницею стала Барбара Ґордон у 1967 році, яка згодом набула статусу найбільш впізнаваної носійки цього псевдоніма. Дебют героїні відбувся у випуску Detective Comics #359 (січень 1967) за авторством Ґарднера Фокса (сценарій) та Карміна Інфантіно (ілюстрації), де вона постала як дочка комісара поліції Ґотема Джеймса Ґордона.
Діючи в межах Ґотема, Бетґерл співпрацювала з Бетменом та першим Робіном (Діком Ґрейсоном), а також з іншими маскованими борцями зі злочинністю. Вона регулярно з'являлася у серіях Detective Comics, Batman Family та низці інших видань DC до 1988 року. Подальший розвиток наративу призвів до публікації Batgirl Special #1 (1988) Барбари Кесел, де Барбара Ґордон прийняла рішення завершити активну боротьбу зі злочинністю. Згодом вона стала ключовою героїнею графічного роману Алана Мура «Бетмен: Убивчий жарт», де зазнала нападу Джокера, внаслідок чого була паралізована. Попри трагічну подію, у наступному році редакторка Кім Ейл та сценарист Джон Острандер здійснили переосмислення персонажа, представивши її як висококваліфіковану комп'ютерну експертку та інформаційну брокерку під псевдонімом Оракул. Однак, її параліч спровокував широкі дискусії щодо репрезентації жіночих персонажів у коміксах, зокрема аспектів насильства щодо них.
У сюжетній арці 1999 року «Нічия земля» роль Бетґерл тимчасово перейняла Гелена Бертінеллі, відома як Мисливиця, проте Бетмен втрутився через порушення встановлених ним суворих правил. У рамках цієї ж сюжетної лінії відбулася поява Кассандри Кейн. Супергероїня зображується як дочка професійних вбивць Девіда Кейна та Леді Шиви, яка під керівництвом Бетмена та Оракула прийняла мантію Бетґерл. У 2000 році вона стала першою носійкою цього псевдоніма, яка отримала власну щомісячну серію коміксів, а також однією з найвидатніших персонажок азійського походження в американській комікс-індустрії. Серію було скасовано у 2006 році, після чого, в рамках загальнокорпоративної сюжетної лінії «Один рік потому», її було зображено як антагоністку та лідерку Ліги Вбивць. Внаслідок негативної реакції читацької спільноти, персонажці було повернуто її первісну героїчну концепцію. Однак, після відмови Кассандри Кейн від ролі Бетґерл, її місце посіла Стефані Браун.
Стефані Браун була протагоністкою серії Batgirl з 2009 по 2011 рік, до перезапуску всесвіту DC під назвою The New 52, який ознаменував повернення Барбари Ґордон у ролі Бетґерл після успішного хірургічного втручання. Згодом, у 2020 році, в епоху Infinite Frontier, Барбара Ґордон повернулася до ролі Оракула, таким чином одночасно функціонуючи як Бетґерл та Оракул, тоді як Кассандра Кейн та Стефані Браун також продовжують діяти як Бетґерл. Версія Бетґерл у виконанні Барбари Ґордон була адаптована в різноманітних медіа, пов'язаних із франшизою Бетмена, включаючи телевізійні серіали, фільми, анімаційні проєкти, відеоігри та супутню продукцію. Співвидавець DC Comics Ден Дідіо висловив думку, що саме Барбара Ґордон є найбільш знаковою та впізнаваною ітерацією Бетґерл.